# شاه غالب
شاه غالب، روستایی از توابع مارگون است که مردم با اصالت در آن زندگی میکنند مخصوصاً طایفه بزرگ آمحسن که حق آبا اجدادی در آن دارند .این روستا در استان کهگیلویه و بویراحمد است.ویرایش از :((صادق روزدار))

## جمعیت
این روستا در دهستان زیلائی قرار دارد و براساس سرشماری مرکز آمار ایران در سال ۱۳۸۵، جمعیت آن ۱۷۶ نفر (۳۶خانوار) بوده‌است. همجوار با روستای کلوار می باشد.